# Словеначки језик
Словеначки језик (словен. slovenski jezik или slovenščina) је матерњи језик око 1.750.000 Словенаца у Републици Словенији, где је службени језик, затим припадника словеначке мањине у Аустрији (око 60.000 у Корушкој и Штајерској), Италији (око 54.000 у Бенешкој Словенији, Резији, Трсту и Горици), Хрватској (11.800-13.100) и Мађарској (2.700). Број словеначких емиграната у Америци, западној Европи и Аустралији процењује се на око 400.000.

## Карактеристике
Словеначки језик је најпознатији по томе, што је један од ријетких индоевропских језика који је сачувао, осим једнине и множине, граматички број двојину.
Словеначки језик познаје три граматичка броја: једнина, двојина, множина, шест падежа са осам деклинација: номинатив (imenovalnik), генитив (rodilnik), датив (dajalnik), акузатив (tožilnik), локатив (mestnik) и инструментал (orodnik) (вокатив у словеначком језику има исти облик као номинатив) и три граматичка рода: мушки, женски и средњи род.

## Писмо
Словеначки језик користи писмо, познато као гајица, названа по Људевиту Гају, који је прилагодио из чешког писма. Словеначка гајица на словеначком језику назива се словеница, а користи се од Револуције 1848. године, до када је кориштено писмо бохоричица.
Словеначка абецеда има 25 слова: a b c č d e f g h i j k l m n o p r s š t u v z ž с, којима се записује 29 гласова.

## Нарјечја и дијалекти
Словеначки језик се дијели у седам дијалекатских група (narečne skupine): горењска, долењска, штајерска, панонска, корошка, приморска и ровтарска. Словеначки језик спада у језике са највише дијалеката и поддијалеката, у односу на број говорника и распрострањеност језика. Дијалекти се међусобно много разликују, те би се тешко могли споразумјети говорници два словеначка дијалекта.
- Долењска дијалекатска група:
  - сјевернобелокрањско нарјечје
  - долењско нарјечје
    - источнодолењско поднарјечје

  - јужнобелокрањско нарјечје
  - костелско нарјечје
  - кочевско нарјечје
- горењска дијалекатска група:
  - горењско нарјечје
    - источногорењско поднарјечје

  - селшко нарјечје
- корошка дијалекатска група:
  - межишко нарјечје
  - обирско нарјечје (Аустрија)
  - подјунско нарјечје (Аустрија)
  - рожанско нарјечје (Аустрија)
  - сјевернопохорско-ремшнишко нарјечје
  - зиљско нарјечје (Аустрија, Италија)
    - крањскогорско поднарјечје
- панонска дијалекатска група:
  - халошко нарјечје
  - прекмурско нарјечје
  - прлешко нарјечје
  - словенскогоришко нарјечје
- приморска дијалекатска група:
  - бришко нарјечје
  - чишко нарјечје
  - истарско нарјечје
    - рижанско поднарјечје
    - шавринско поднарјечје

  - крашко нарјечје
    - бањшко поднарјечје

  - надишко нарјечје
  - нотрањско нарјечје
  - обсошко нарјечје
  - резијанско нарјечје
  - терско нарјечје
- ровтарска дијалекатска група:
  - церкљанско нарјечје
  - чрновшко нарјечје
  - хорјулско нарјечје
  - пољански нарјечје
  - шкофјелошко нарјечје
  - толминско нарјечје
    - башко поднарјечје
- штајерска дијалекатска група:
  - јужнопохорско нарјечје
    - козјашко поднарјечје

  - козјанско-бизељско нарјечје
  - посавско нарјечје
    - загорско-трбовељско поднарјечје
    - севнишко-кршко поднарјечје
    - лашко поднарјечје

  - средњесавињско нарјечје
  - средњештајерско нарјечје
  - згорњесавињско нарјечје
    - солчавско поднарјечје